# TSG Wattenbach
Die TSG Wattenbach (offiziell: Turn- und Sportgemeinschaft „Glück-Auf“ Wattenbach 1887–1907 e.V.) ist ein Sportverein aus Söhrewald im Landkreis Kassel. Die erste Fußballmannschaft spielte ein Jahr in der damals viertklassigen Oberliga Hessen. 

## Geschichte
Der Verein wurde im Jahre 1887 gegründet und spielte jahrzehntelang in unteren Spielklassen. Im Jahre 1992 gelang erstmals der Aufstieg in die Landesliga Hessen-Nord, damals die zweithöchste hessische Amateurliga. Nach einigen Jahren im Abstiegskampf ging es 1998 zurück in die Bezirksliga. Nach dem sofortigen Wiederaufstieg konnte sich die TSG in der Landesliga etablieren und wurde im Jahre 2005 Meister. Die Oberliga Hessen erwies sich für die Wattenbacher als eine Nummer zu groß und die Mannschaft musste am Ende der Saison 2005/06 wieder absteigen. Beim FV Bad Vilbel unterlag die TSG mit 1:9. Dem Abstieg aus der Oberliga folgte der Abstieg aus der Landesliga ein Jahr später. Seitdem spielt die TSG in der Bezirksoberliga Kassel, die seit 2008 Gruppenliga Kassel genannt wird.

## Persönlichkeiten
- Serdar Bayrak
- Stephan Kuhn
- Michael Mason
- Zoran Zeljko